# Lisa Zane
Elizabeth Frances Zane, detta Lisa (Chicago, 5 aprile 1961), è un'attrice e cantautrice statunitense, sorella maggiore dell'attore Billy Zane.

## Carriera
Lisa Zane debutta nel 1989 nel film per la televisione Heart of Dixie e nello stesso anno recita anche in Corso di anatomia. Fra gli altri suoi ruoli degni di nota si possono ricordare Cattive compagnie, Nightmare 6 - La fine e La casa degli omicidi.
Inoltre la Zane è comparsa in numerose serie televisive come L.A. Law nel ruolo di Melina Paros dal 1992 al 1993, E.R. - Medici in prima linea nel ruolo di Diane Leeds, Profit, Dinotopia e Roar. Ha inoltre doppiato il personaggio di She-Hulk nel cartone animato L'incredibile Hulk del 1996 e il personaggio di Charley in Biker Mice from Mars. Dal 2002 è nel cast della miniserie televisiva Dinotopia nel ruolo della ladra LeSage.

## Filmografia parziale

### Cinema
- Cattive compagnie (Bad Influence), regia di Curtis Hanson (1990)
- Corso di anatomia (Gross Anatomy), regia di Thom Eberhardt (1990)
- Femme Fatale, regia di Andre R. Guttfreund (1991)
- Nightmare 6 - La fine (Freddy's Dead: The Final Nightmare), regia di Rachel Talalay (1991)
- Monkeybone, regia di Henry Selick (2001)

### Televisione
- Avvocati a Los Angeles (L.A. Law) - serie TV, 16 episodi (1992-1993)
- E.R. - Medici in prima linea (E.R.) - serie TV, 10 episodi (1995)
- Profit – serie TV, 8 episodi (1996)
- Roar – serie TV, 13 episodi (1997)
- La verità nascosta (Missing Pieces), regia di Carl Schenkel – film TV (2000)
- Dinotopia - serie TV, 13 episodi (2002-2003)
- The Division - serie TV, episodio 4x09 (2004)
- Law & Order - I due volti della giustizia (Law & Order) – serie TV, episodio 16x16 (2006)
- Chicago Justice - serie TV, episodio 2 (2017)

### Doppiaggio
- Biker Mice from Mars - serie animata, voce di Charley (2006-2007)

## Doppiatrici italiane
Nelle versioni in italiano delle opere in cui ha recitato, Lisa Zane è stata doppiata da:
- Micaela Esdra in Nightmare 6 - La fine, Law & Order - I due volti della giustizia
- Mavi Felli in E.R. - Medici in prima linea
- Laura Romano in Profit
- Pinella Dragani in Roar
- Antonella Baldini in Dinotopia

Da doppiatrice, è sostituita da:
- Alessandra Karpoff in Biker Mice from Mars